# Лузерн (Ајова)
Лузерн (енгл. Luzerne) град је у америчкој савезној држави Ајова. По попису становништва из 2010. у њему је живело 96 становника.

## Демографија
Према попису становништва из 2010. у граду је живело 96 становника, што је -9 (-8.6%) становника више него 2000. године.
| Група             | 2000.        | 2010.      |
| Белци             | 105 (100.0%) | 88 (91,7%) |
| Афроамериканци    | 0 (0,0%)     | 2 (2,1%)   |
| Азијати           | 0 (0,0%)     | 0 (0,0%)   |
| Хиспаноамериканци | 0 (0,0%)     | 5 (5,2%)   |
| Укупно            | 105          | 96         |